# Kurumpilavu
Kurumpilavu es una ciudad censal situada en el distrito de Thrissur en el estado de Kerala (India). Su población es de 14329 habitantes (2011).

## Demografía
Según el censo de 2011 la población de Kurumpilavu era de 14329 habitantes, de los cuales 6692 eran hombres y 7637 eran mujeres. Kurumpilavu tiene una tasa media de alfabetización del 95,57%, superior a la media estatal del 94%: la alfabetización masculina es del 96,59%, y la alfabetización femenina del 94,69%.